# Neoscona goliath
Neoscona goliath är en spindelart som först beskrevs av Benoit 1963.  Neoscona goliath ingår i släktet Neoscona och familjen hjulspindlar.
Artens utbredningsområde är Elfenbenskusten. Inga underarter finns listade i Catalogue of Life.